# 让-弗朗索瓦·容韦勒
让-弗朗索瓦·容韦勒（法語：Jean-François Jonvelle，法語發音：[ʒɑ̃ fʁɑ̃swa ʒɔ̃vɛl]，1943年10月3日—2002年1月16日）是一位法国摄影师，出生于法国南部的卡瓦永。1963年成为美国摄影师理查德·埃夫登的助手。主要拍摄以女性为主体的作品，其作品多为性感的全裸及半裸的女性形象。